# Slawische Nasalvokale
Die slawischen Nasalvokale sind die urslawischen Phoneme *ę und *ǫ und ihre Fortsetzungen in den heutigen slawischen Sprachen bzw. die sie repräsentierenden Buchstaben des kyrillischen und glagolitischen Alphabets.

## Die Laute*ęund*ǫ

### Urslawisch
Die urslawischen Laute, die als *ę und *ǫ umschriftet werden, muss man sich als die Nasalvokale [ɛ̃] und [ɔ̃] (ähnlich wie in frz. bassin bzw. mouton) vorstellen. Sie sind aus indogermanischen Verbindungen mit n und m entstanden, und zwar *ę aus silbischen -m̥- und -n̥- sowie -em- und -en-, *ǫ hingegen aus -am-, -an-, -om- und -on-, jeweils wenn diese zwischen Konsonanten standen.
Beispiele:
- ursl. *pa-mętь ‚Gedächtnis‘ ist zu idg. *mn̥tis gebildet, auf das auch lat. mens (Genitiv mentis) ‘Geist, Verstand’ zurückgeht.
- ursl. *zǫbъ ‚Zahn‘ ist aus idg. *g̑ombhos entstanden, das im Deutschen zu Kamm geworden ist.
- In *pętь ‚fünf‘ steckt idg. *penkti, aus dem sich auch dt. fünf, lat. quinque und griech. πέντε/pente entwickelt haben.

### Weitere Entwicklung
In den allermeisten slawischen Sprachen sind die urslawischen Nasalvokale entnasaliert worden, also zu Oralvokalen geworden. Nur im Polnischen und Kaschubischen sind sie weitgehend als Nasalvokale erhalten.
| Urslawisch | Urslawisch     | *ę          | *pętь        | *ǫ   | *zǫbъ     |
| westslaw.  | Polnisch       | ię, ią      | pięć         | ę, ą | ząb       |
| westslaw.  | Tschechisch    | ě, a, ja, í | pět          | u, i | zub       |
| ostslaw.   | Russisch       | ’a          | пять (pjat’) | u, i | зуб (zub) |
| südslaw.   | Serbokroatisch | e           | pet          | u, i | zub       |
| südslaw.   | Slowenisch     | e           | pet          | o    | zob       |
| südslaw.   | Bulgarisch     | e           | пет (pet)    | ă    | зъб (zăb) |

### Polnisch
Im Altpolnischen sind die beiden urslawischen Nasalvokale zusammengefallen (vielleicht zu [ɑ̃] wie in frz. chance). Zwischen etymologischem *ę und *ǫ konnte man also nicht mehr anhand der Aussprache des Nasalvokals unterscheiden, sondern nur noch daran, dass *ę im Gegensatz zu *ǫ den vorausgehenden Konsonanten palatalisierte. (Diese Palatalisierung wird in der heutigen polnischen Orthographie durch ein stummes i hinter dem Konsonanten bezeichnet, z. B. ząb ‚Zahn‘ < *zǫbъ vs. ziąb ‚Kälte‘ < *zębъ.)
Dieser altpolnische Nasalvokal konnte lang oder kurz sein. Im 15. Jahrhundert entwickelte sich aus dieser quantitativen Unterscheidung wieder eine qualitative: Der lange Nasalvokal (natürlich unabhängig davon, ob er aus *ę und *ǫ entstanden war) wird seitdem als o-Nasal [ɔ̃] gesprochen (also ganz ähnlich wie früher das urslawische *ǫ) und der kurze als e-Nasal [ɛ̃] (also wie *ę). Inzwischen gibt es im Polnischen keine Längenunterschiede mehr, so dass die beiden Vokale nur noch die Qualität unterscheidet.
Der e-Nasal wird in der heutigen polnischen Orthographie als ę, also e mit Ogonek, geschrieben, der o-Nasal allerdings aus historischen Gründen mit dem seinerzeit für den einheitlichen Nasalvokal benutzten Buchstaben ą, also a mit Ogonek. (Er wird aber keineswegs als a-Nasal [ɑ̃] gesprochen!)
Zu Details der Aussprache der Nasalvokale im heutigen Polnischen siehe Aussprache des Polnischen.

### Kaschubisch
Das Kaschubische verfügt über zwei Nasalvokale, und zwar den hinteren Nasalvokal ą und den vorderen Nasalvokal ã. Das ą wird dabei grundsätzlich [ɔ̃], das ã [ɑ̃] ausgesprochen.

## Jus
Als die slawischen Schriften erfunden wurden, wurden die urslawischen Nasalvokale im Altkirchenslawischen offensichtlich noch als solche gesprochen, denn sowohl das glagolitische als auch das kyrillische Alphabet haben eigene Buchstaben zur Wiedergabe dieser Laute.

### Glagolitisch
In dem von Konstantin-Kyrill ursprünglich geschaffenen glagolitischen Alphabet gab es vermutlich nur zwei Nasalvokalbuchstaben:  für ę und  für ǫ (oder vielleicht ursprünglich *ǫ̈). Diese „Urglagolica“ ist jedoch als solche nicht überliefert. Vielleicht wurde sie von Kliment von Ohrid reformiert und so in den klassischen Zustand versetzt. Der in den Handschriften überlieferte Zustand enthält vier Nasalvokalbuchstaben für ę und ǫ sowie die präjotierten Varianten ję und jǫ, wobei nur  für *ę erhalten ist, während die anderen drei Buchstaben als digraphische Ligaturen gebildet sind, als deren zweiter Bestandteil  nur die Nasalität anzuzeigen scheint:  für ję mit  (e),  für ǫ mit  (o) und sogar  für jǫ mit dem alten Nasalvokal , der nun allein nicht mehr vorkommt.

### Kyrillisch
Das kyrillische Alphabet der altkirchenslawischen Sprachdenkmäler enthält ebenfalls die vier Nasalvokalbuchstaben Ѧ für ę, Ѫ für ǫ, Ѩ für ję und Ѭ für jǫ. Dabei ist Ѫ durch 90°-Drehung aus dem glagolitischen  entstanden, während Ѧ ursprünglich nur eine eckige Variante desselben ist. Die beiden präjotierten Buchstaben sind als Ligatur mit I als erstem Bestandteil entstanden.

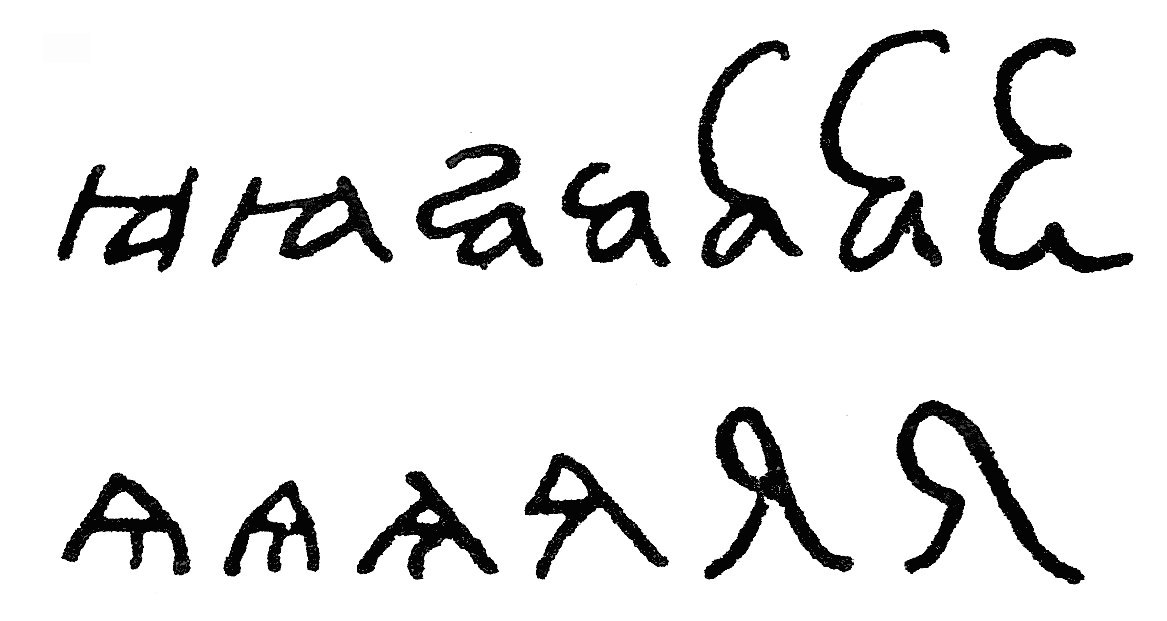
Kursive Formen von ja (oben) und jus (unten) aus russischen Handschriften des 15.–17. Jh.

In der weiteren Entwicklung der kyrillischen Schrift wurden die präjotierten Nasalvokalbuchstaben bald aufgegeben. Im Russisch-Kirchenslawischen ist Ѧ bis heute als Zeichen für ja (der lautgeschichtlichen Weiterentwicklung von *ę, siehe oben) neben dem präjotierten a erhalten. Bei der Alphabetreform Peters des Großen 1708 wurde letzterer Buchstabe aus der bürgerlichen Schrift entfernt, während eine kursive Form des Nasalbuchstabens Ѧ in Anlehnung an das lateinische R zu Я wurde.
Der Buchstabe Ѫ für den hinteren Nasalvokal, der im Ostslawischen mit u zusammengefallen ist, wurde dort bald aufgegeben. Im bulgarischen Alphabet hingegen hat Ѫ bis 1946 als Buchstabe für [⁠ɐ⁠] überlebt, das dort aus *ǫ entstanden ist. Erst nach dem Zweiten Weltkrieg wurde Ѫ zugunsten des für den gleichen Laut stehenden Ъ aufgegeben. Hierdurch entstanden nun auch Wörter, welche mit Ъ beginnen (alt ѫгълъ mit stummem End-Ъ → heute ъгъл ‚Winkel‘ sowie davon abgeleitete Begriffe).

### Namen
Als Name für alle vier Nasalvokale ist nur russisch und bulgarisch юс (jus) belegt. Vermutlich hatten die Nasalvokalbuchstaben ursprünglich alle auf diese Art gebildete Namen, also *ęsъ (Ѧ), *ǫsъ (Ѫ), *jęsъ (Ѩ) und *jǫsъ (Ѭ). Tatsächlich in Texten belegt sind aber nur großes Jus (z. B. russisch юс большой (jus bolšoj), bulgarisch голям юс (goljam jus)) für Ѫ und kleines Jus (z. B. russisch юс малый (jus malyj), bulgarisch малък юс (malăk jus)) für Ѧ. Bei den Namen großes und kleines Jus bedeuten groß und klein nicht Majuskel und Minuskel desselben Buchstabens, sondern zwei verschiedene Buchstaben, die jeweils eine Majuskel- und Minuskel-Form haben. Im Gegensatz zu den meisten anderen kyrillischen Buchstaben haben die Nasalvokale also anscheinend keine traditionellen Namen. Für Ѩ und Ѭ sind keine alten Namen belegt; in der Wissenschaft benutzt man die Namen jotiertes kleines Jus bzw. jotiertes großes Jus (z. B. russisch юс малый йотированный (jus malyj jotirovannyj), юс большой йотированный (jus bolšoj jotirovannyj)).
In Bulgarien, wo der Buchstabe Ѫ erst 1946 abgeschafft wurde, war die Bezeichnung голѣмъ юсъ (golěm jus ‚großes Jus‘) bis dahin im Alltagsgebrauch. Daneben wurde der Buchstabe auch широко Ѫ (široko ă ‚breites ă‘) (im Gegensatz zu dem schmaleren Buchstaben Ъ (ă) mit dem gleichen Lautwert) oder (голѣма) носовка ‚(großes) Nasal‘ genannt, obwohl der Buchstabe zu diesem Zeitpunkt in der Standardsprache nicht mehr nasaliert ausgesprochen wurde.

### Zahlenwert
Da das kyrillische Zahlensystem auf das griechische zurückgeht, haben Nasalvokale, die keine Entsprechung im griechischen Alphabet haben, keine Zahlenwerte. Allerdings wurde in den frühesten Texten der e-Nasal Ѧ für das sehr ähnlich aussehende griechische Sampi (Ͳ oder Ϡ) eingesetzt, das für 900 stand. In jüngeren Texten steht in dieser Funktion Ц.
Die glagolitischen Zahlen richten sich ohne Rücksicht auf griechische Entsprechungen nach der Reihenfolge des glagolitischen Alphabets und enthalten auch Tausenderzeichen. Daher erscheint es plausibel, anzunehmen, dass auch die Nasalvokalbuchstaben hier in irgendeiner Form einbezogen waren und Zahlenwerte hatten. Allerdings gibt es nur für  einen zweifelhaften Beleg als Zeichen für 9000, die anderen Nasalvokale sind als Zahlzeichen überhaupt nicht belegt.

## Computerdarstellung
| Unicodenummer | Zeichen (400 %) | Kategorie      | Offizielle Bezeichnung                      | Beschreibung                                         |
| ------------- | --------------- | -------------- | ------------------------------------------- | ---------------------------------------------------- |
| U+0466 (1126) | Ѧ               | Großbuchstabe  | CYRILLIC CAPITAL LETTER LITTLE YUS          | Kyrillischer Großbuchstabe kleines Jus               |
| U+0467 (1127) | ѧ               | Kleinbuchstabe | CYRILLIC SMALL LETTER LITTLE YUS            | Kyrillischer Kleinbuchstabe kleines Jus              |
| U+0468 (1128) | Ѩ               | Großbuchstabe  | CYRILLIC CAPITAL LETTER IOTIFIED LITTLE YUS | Kyrillischer Großbuchstabe präjotiertes kleines Jus  |
| U+0469 (1129) | ѩ               | Kleinbuchstabe | CYRILLIC SMALL LETTER IOTIFIED LITTLE YUS   | Kyrillischer Kleinbuchstabe präjotiertes kleines Jus |
| U+046A (1130) | Ѫ               | Großbuchstabe  | CYRILLIC CAPITAL LETTER BIG YUS             | Kyrillischer Großbuchstabe großes Jus                |
| U+046B (1131) | ѫ               | Kleinbuchstabe | CYRILLIC SMALL LETTER BIG YUS               | Kyrillischer Kleinbuchstabe großes Jus               |
| U+046C (1132) | Ѭ               | Großbuchstabe  | CYRILLIC CAPITAL LETTER IOTIFIED BIG YUS    | Kyrillischer Großbuchstabe präjotiertes großes Jus   |
| U+046D (1133) | ѭ               | Kleinbuchstabe | CYRILLIC SMALL LETTER IOTIFIED BIG YUS      | Kyrillischer Kleinbuchstabe präjotiertes großes Jus  |